# Пархоменко, Пётр Николаевич
Петр Николаевич Пархоменко (укр. Петро Миколайович Пархоменко, род. 1 октября 1942, с. Спасское, Сосницкого района, Черниговской области) — промышленник, заслуженный работник промышленности Украины (1998), Почетный гражданин Киева (2007).

## Биография
Родился 1 октября 1942 года в селе Спасское Черниговской области.
Окончил Киевский технологический институт пищевой промышленности (1969).
В 1969 — 1975 — начальник отдела, 1975-1983 — директор хлебокомбината, 1983-1993 — генеральный директор Киевского производственного объединения хлебопекарной промышленности, с 1996 — АО «Киевхлеб».

## Награды
Награждён орденами Трудового Красного Знамени (1986), орден Дружбы народов (1986), «За заслуги» III степени (2002), медали. Почётная грамота Кабинета Министров Украины (2002).
 Почётный гражданин Киева (2007 год).